# M-型小行星
M-型小行星是部分已知成分的小行星，它們的亮度偏低（因為反照率只有0.1至0.2） 。通常含有更高濃度的金屬，有一些（但不是全部）是由鐵-鎳構成的，或許也混有少量的石頭，其中有一部分被認為是分化過的小行星被撞擊後核心的碎片，且被認為是鐵隕石的來源。M-型小行星是常見的第三大小行星類型。
此外，也有些M-型小行星的組成是不清楚的。例如，22 司賦星（Kalliope）的密度就很確定是遠低於由金屬或碎石堆構成的固體：由鐵-鎳構成的碎石堆需要有70%的空隙，這顯然與組合成形的條件有所矛盾。22 司賦星與21 魯特西亞（Lutetia）似乎顯示存在著含水的礦物和矽酸鹽，異常低的雷達反照率也與金屬的表面不一致，並且有更多與C-型小行星共通的特徵，另外還有許多的M-型小行星並不符合由金屬組成的情況。
儘管在長波的0.75µm和短波的0.55µm有時存在一些細微的吸收線，M-型的光譜是平坦和偏紅的，並且缺乏明顯的特徵。 

## 觀測的歷史
16 靈神星（Psyche）是最大的M-型小行星，並顯示其大多是由金屬構成的。21 魯特西亞則是異常的一顆，可能不是由金屬構成的，亦是由羅塞塔號在2010年7月10日拍攝影像的第一顆M-型小行星。其他的M-型小行星，216 豔后星 ( Kleopatra)，由位於波多黎各的阿雷西博天文台拍攝的雷達影象有著狗骨頭的形狀。
M-型是早期的小行星分類中的三個基本型之一（另外兩型是S型和C型），且被認為通常是由金屬組成的。